# 高雄市區道列表
高雄市區道列表列出高雄市境內的區道。高雄市境內區道原為舊高雄縣轄鄉道，在升格直轄市後解編既有鄉道，改制為區道。

## 高雄市區道列表
| 目錄 |
| --- |
| 1.高1線～高20線 2.高21線～高40線 3.高41線～高60線 4.高61線～高80線 5.高81線～高100線 6.高101線～高120線 7.高121線～高140線 8.高141線～高147線 |

| 編號      | 路線名稱           | 起點行政區         | 實際起點                                   | 起點連接道路                                                                              | 終點行政區         | 實際終點                               | 終點連接道路               | 里程   | 備註                          |
| --------- | ------------------ | ------------------ | ------------------------------------------ | ----------------------------------------------------------------------------------------- | ------------------ | -------------------------------------- | -------------------------- | ------ | ----------------------------- |
| 高2線     | 湖內～太爺         | 湖內區文賢、中賢里 | 中正路一段、信義路路口                     | 台17甲線                                                                                  | 湖內區太爺、公館里 | 中山路二段、中華街、信義路路口         | 台1線、高2-1線             | 1.414  |                               |
| 高2-1線   | 太爺～劉厝         | 湖內區太爺、公館里 | 中山路二段、信義路、中華街路口             | 台1線、高2線                                                                              | 湖內區海埔里       | 中華街、信義路路口                     | 台17甲線                   | 1.344  | [ AD 1 ]                      |
| 高3線     | 白砂崙～崎漏       | 茄萣區萬福、白雲里 | 中正路二段、白砂路路口                     | 台17甲線                                                                                  | 茄萣區崎漏里       | 濱海路一段、崎漏一街路口               | 台17線                     | 4.713  | [ AD 2 ] [ CR 1 ]             |
| 高3-1線   | 草仔寮～茄萣       | 茄萣區萬福、白雲里 | 中正路二段、莒光路三段路口                 | 台17甲線                                                                                  | 茄萣區大定、保定里 | 仁愛路一段、新庄巷路口                   | 高3線                      | 2.443  | [ AD 3 ] [ AD 4 ]             |
| 高4線     | 圍仔內～田尾       | 湖內區中賢、忠興里 | 中正路二段441巷路口                        | 台17甲線                                                                                  | 湖內區公館、海埔里 | 中山路二段加油站旁路口                 | 台1線                      | 6.126  | [ AD 5 ]                      |
| 高4-1線   | 上崙～太爺         | 湖內區太爺里       | 二仁溪堤防邊中山路二段157巷                | 二仁溪堤防邊道路                                                                          | 湖內區太爺里       | 中山路二段157巷路口                    | 台1線                      | 0.526  | [ AD 6 ] [ AD 7 ]             |
| 高5線     | 大湖～竹滬         | 湖內區大湖         | 中山路一段、民族路路口                     | 台1線                                                                                     | 路竹區竹滬里       | 華正路、華山路路口                     | 高8線                      | 3.760  | [ CR 2 ]                      |
| 高5-1線   | 海埔～湖內里       | 湖內區大湖         | 忠孝街57巷路口                             | 高6線                                                                                     | 湖內區大湖         | 民族街、忠孝街57巷路口                 | 高5線                      | 0.803  | [ 1 ]                         |
| 高6線     | 海埔～田尾         | 湖內區海埔、海山里   | 忠孝街、仁愛街、信義路、和平路路口         | 台17甲線                                                                                  | 湖內區田尾、大湖里   | 中山路一段、忠孝街路口                 | 台1線                      | 1.848  |                               |
| 高7線     | 營前～岡山         | 路竹區甲北、甲南里 | 環球路、大智路路口                         | 台28線                                                                                    | 岡山區岡山         | 中山北路、成功路、新樂街路口           | 台1線、台19甲線            | 10.584 |                               |
| 高7-1線   | 大社～路竹         | 路竹區社西里       | 大同路、大社路路口                         | 高7線                                                                                     | 路竹區竹東里       | 中山路、忠孝路路口                     | 台1線                      | 1.032  | [ 2 ]                         |
| 高8線     | 竹滬～路竹         | 路竹區竹滬里       | 大公路、華正路路口                         | 台17線                                                                                    | 路竹區竹西、竹南里 | 中山路、延平路路口                     | 台1線                      | 3.427  | [ CR 2 ]                      |
| 高9線     | 石案潭～埤仔尾     | 阿蓮區石安里       | 石案潭保生宮附近                           | 高12線                                                                                    | 阿蓮區崗山里         | 大崗山前埤仔尾南側                     | 高13線                     | 6.041  |                               |
| 高10線    | 北路竹～下坑       | 路竹區甲南、竹東里 | 中山路、大仁路路口（區界）                 | 台1線                                                                                     | 路竹區下坑         | 小下坑元帥祠東南側                     | 下坑里東側農路               | 5.052  |                               |
| 高10-1線  | 一甲～路竹         | 路竹區甲南里       | 大仁路、金平路路口                         | 高10線                                                                                    | 路竹區竹東里       | 中山路、忠孝路路口                     | 台1線                      | 2.267  | [ 3 ] [ AD 8 ]                |
| 高11線    | 下坑～三爺埤       | 路竹區下坑         | 太平路262巷路口                            | 高10線                                                                                    | 路竹區三爺里       | 復興路1133巷路口                       | 高7線                      | 4.197  | [ CR 3 ]                      |
| 高12線    | 下坑～阿蓮         | 路竹區下坑         | 太平路、大德路、新生路路口                 | 高10線                                                                                    | 阿蓮區清蓮里       | 中正路、民生路路口                     | 阿蓮區市區道路             | 7.429  |                               |
| 高13線    | 崗山頭～山腳寮     | 阿蓮區峯山里       | 峰園路、峰山路、崗安路路口                 | 高37線                                                                                    | 阿蓮區復安里       | 山腳下穎源路路口                       | 高14-1線                   | 5.898  | [ 4 ] [ CR 4 ]                |
| 高13-1線  | 新廍～九鬮         | 阿蓮區復安里       | 新廍                                       | 高13線                                                                                    | 阿蓮區復安里       | 九鬮                                   | 台19甲線                   | 0.894  | [ CR 5 ]                      |
| 高14線    | 嘉興～水蛙潭       | 岡山區嘉興里       | 嘉興路、嘉華路路口                         | 台19甲線                                                                                  | 田寮區七星里       | 埤尾仔田埔路、七星路路口               | 高38線                     | 12.354 |                               |
| 高14-1線  | 潭底～山隙         | 岡山區潭底里       | 嘉興路、嘉峰路、潭底路路口                 | 台19甲線                                                                                  | 岡山區三和里       | 華崗路、山隙路、中崙農路路口           | 高14線                     | 6.642  | [ AD 9 ]                      |
| 高14-2線  | 牛稠埔～大同       | 田寮區新興里       | 新興路、大新路路口                         | 高14線                                                                                    | 田寮區大同里       | 大同路、南安路、平安路路口             | 高40線                     | 2.707  | [ AD 10 ]                     |
| 高15線    | 田厝～大庄         | 岡山區嘉峰里       | 嘉峰路、田厝一路路口（區界）               | 台19甲線                                                                                  | 岡山區大莊、嘉興里 | 大莊路80巷、大埔二街路口               | 高16線                     | 4.100  | [ AD 11 ]                     |
| 高16線    | 三爺橋～大庄       | 岡山區為隨里       | 復與路、為隨東路、宏中街路口               | 高7線                                                                                     | 岡山區大莊里       | 大莊路80巷路口                         | 高28線                     | 3.951  |                               |
| 高17線    | 路竹～本洲         | 路竹區竹南、鴨寮里 | 大同路、復興路、新民路路平交道口           | 高7線、高18線                                                                             | 岡山區本洲里       | 本洲路、本洲西路路口（區界）           | 市道186號                  | 6.279  |                               |
| 高17-1線  | 三埤～三爺埤       | 路竹區三爺里       | 民族路、民權路路口                         | 高17線                                                                                    | 路竹區三爺里       | 復興路、民權路路口                     | 高7線                      | 0.705  | [ CR 3 ]                      |
| 高18線    | 烏樹林～路竹       | 永安區保寧里       | 保安路、保寧路路口                         | 台17線                                                                                    | 路竹區竹南、鴨寮里 | 大同路、復興路、新民路路平交道口       | 高7線、高17線              | 4.692  |                               |
| 高19線    | 烏林投～永安       | 永安區鹽田里         | 興達火力發電廠前興達路                     | 鹽田里北側道路                                                                              | 永安區永安里       | 永新路、仁愛街、永達路路口             | 高20線                     | 3.725  | [ CR 6 ]                      |
| 高20線    | 新港口～三塊厝     | 永安區新港里       | 新港漁港前                                 | 新港里村里道路                                                                                  | 永安區保寧里       | 保安路、永安路路口                     | 台17線                     | 3.924  |                               |
| 高21線    | 永安～文安         | 永安區永安、永華里 | 永安路、永達路路口                         | 高20線                                                                                    | 彌陀區文安、鹽埕里 | 鹽埕大路、文安路東段路口               | 台17線                     | 4.433  |                               |
| 高22線    | 舊港～竹仔港       | 彌陀區舊港里       | 舊港橋前復興路路口                         | 高21線                                                                                    | 永安區維新里       | 保安路、復興路路口                     | 台17線                     | 1.081  | [ 5 ]                         |
| 高23線    | 彌陀～典寶         | 彌陀區彌仁、彌陀里 | 中正東路、中華路路口                       | 台17線                                                                                    | 梓官區典寶里       | 大舍南路、嘉展路路口                   | 台17線                     | 7.781  |                               |
| 高24線    | 海尾～彌陀         | 彌陀區光和里       | 海尾路大山仔橋前                           | 海尾、光和里村里道路                                                                          | 彌陀區彌壽、海尾里 | 中正西路、進學路、海尾路路口           | 高23線                     | 2.013  |                               |
| 高25線    | 劉厝～梓官         | 岡山區仁愛、協榮里 | 介壽路、介壽西路、仁壽路、仁壽南路路口     | 台19甲線、市道186號                                                                       | 梓官區梓信里       | 梓官路、公館路路口                     | 台19甲線                   | 3.008  |                               |
| 高25-1線  | 白米～五里林       | 岡山區白米里       | 寶米路、白米路路口                         | 高25線                                                                                    | 橋頭區芋寮、西林里   | 西林路、芋林路路口                     | 高36線                     | 1.817  | [ AD 12 ]                     |
| 高26線    | 南寮～石潭         | 彌陀區南寮里         | 南寮路天南宮前                             | 南寮里村里道路                                                                                | 梓官區梓信里       | 梓官路、石潭路、忠孝路路口             | 台19甲線                   | 4.129  | [ CR 7 ]                      |
| 高27線    | 前峰～後協         | 岡山區前峰里       | 前峰路、大公路路口                         | 市道186號                                                                                 | 岡山區後協里       | 介壽西路、通校路路口                   | 台19甲線                   | 1.682  |                               |
| 高28線    | 機場～新挖仔       | 岡山區後協里       | 巨輪路、柳橋西路二段路口                   | 後協里村里道路                                                                                | 岡山區華崗里       | 山隙路、華崗路、嘉新東路二段路口       | 高14線                     | 8.333  | [ 6 ]                         |
| 高28-1線  | 大莊～水庫         | 岡山區大莊里       | 大莊路、大莊路60巷路口                     | 高28線                                                                                    | 岡山區三和里       | 水庫路、菜寮路路口                     | 高29線                     | 2.136  | [ 3 ] [ 7 ]                   |
| 高29線    | 山隙～燕巢         | 岡山區三和里       | 菜寮路、山隙路路口                         | 高14線                                                                                    | 燕巢區西燕、南燕里 | 中民路、中興路、中興北路路口           | 市道186號、高38線          | 5.494  | [ AD 13 ]                     |
| 高29-1線  | 西燕～新興         | 燕巢區西燕里       | 菜寮路、中興北路、紅山巷路口               | 高29線                                                                                    | 燕巢區尖山里         | 新興橋（區界）                         | 田寮區新興里農路           | 4.054  | [ AD 14 ]                     |
| 高30線    | 梓官～橋頭         | 梓官區梓義、梓和里 | 信義路、和平路、進學路路口                 | 台17線                                                                                    | 橋頭區橋南里       | 土庫一路、楠梓路路口（區界）           | 楠梓區東寧里市區道路       | 8.191  | [ AD 15 ]                     |
| 高30-1線  | 青埔～甲圍         | 橋頭區新莊里       | 橋新六路、橋南五街路口                     | 橋頭區新市鎮道路                                                                          | 橋頭區新莊、甲北里 | 明德路（區界）                         | 楠梓區藍田市區道路         | 1.100  | [ AD 16 ]                     |
| 高30-2線  | 橋南里～農場       | 橋頭區橋南里       | 橋南路、糖南路路口                         | 高30線                                                                                    | 橋頭區橋南里       | 興糖國小東南側球場路                   | 橋南里南側道路             | 1.300  | [ 1 ] [ 3 ] [ AD 17 ]         |
| 高31線    | 白樹～新庄         | 橋頭區新莊里       | 白樹路、芋園路南段、仕元路路口             | 高30線                                                                                    | 橋頭區仕和、新莊里 | 新莊路、仕豐路、大仁路路口             | 高34線                     | 1.248  |                               |
| 高32線    | 岡山～燕巢         | 岡山區岡山里       | 校前路、岡山路、民有路路口                 | 岡山路（台1線舊線）                                                                       | 燕巢區西燕、安招里 | 中民路、新生路路口                     | 市道186號                  | 7.967  |                               |
| 高33線    | 九甲圍～右昌       | 橋頭區甲北、甲南里 | 甲新路、甲圍路及甲昌路路口                 | 高34線                                                                                    | 楠梓區藍田里         | 明德路、藍昌路路口                     | 楠梓區藍田市區道路         | 0.971  | [ 2 ] [ AD 18 ]               |
| 高34線    | 頂鹽田～燕巢       | 橋頭區頂鹽里       | 南北路、頂鹽路路口                         | 頂鹽田庄內道路                                                                              | 燕巢區安招、西燕里 | 中興路、中安路路口                     | 市道186號                  | 11.251 |                               |
| 高35線    | 瓊林～角宿         | 燕巢區瓊林里         | 瓊林路、瓊招路路口                         | 高32線                                                                                    | 燕巢區角宿里       | 角宿路（市道）、角宿路（區道）路口     | 市道186號                  | 5.485  |                               |
| 高35-1線  | 四角林～海峰       | 燕巢區角宿里       | 角宿工業區南側四林路                       | 高35線                                                                                    | 燕巢區角宿、鳳雄里 | 大學路、海峰路路口                     | 高36線                     | 2.092  |                               |
| 高36線    | 芋寮～鳳山厝       | 橋頭區芋寮里         | 芋寮路、芋林路路口                         | 高30線                                                                                    | 燕巢區鳳雄里       | 角宿路、大學路路口                     | 市道186號                  | 9.678  |                               |
| 高36-1線  | 五甲林～九甲圍     | 橋頭區東林里       | 里林西路、里林東路、五林路路口             | 高36線                                                                                    | 橋頭區甲南里       | 鹽南路、三仙路路口                     | 高34線                     | 2.289  |                               |
| 高36-2線  | 林仔頭～九甲圍     | 橋頭區東林里       | 鐵道北路、里林東路、甲樹路路口             | 高36線                                                                                    | 橋頭區甲北、甲南里 | 甲圍國小旁口甲昌路（區界）             | 楠梓區藍田市區道路         | 3.931  | [ 3 ]                         |
| 高37線    | 田寮～新興         | 阿蓮區峯山里       | 峰山路、西德路路口                         | 高139線                                                                                   | 田寮區新興里       | 廍洋西側新興路岔路口                   | 高14線                     | 3.966  |                               |
| 高38線    | 燕巢～大坪頂       | 燕巢區西燕、南燕里 | 中興路、中興北路、中民路路口               | 市道186號、高29線                                                                         | 田寮區田寮         | 田寮路、崑山路路口                     | 高40線                     | 9.373  | [ AD 19 ]                     |
| 高39線    | 新廍～中坑子       | 田寮區西德里       | 西德路田尾巷路口                           | 高144線                                                                                   | 田寮區南安里       | 南安路、西德路糖廠巷路口               | 高40線                     | 2.263  |                               |
| 高40線    | 崗山邊～溪州       | 田寮區南安里       | 崗安路、南安路路口                         | 高37線                                                                                    | 旗山區大山里         | 旗南二路、中寮一路路口                 | 台29線                     | 16.389 | [ CR 8 ]                      |
| 高41線    | 田草寮～中寮       | 田寮區田寮         | 崑山路、中寮一路、中寮二路路口（區界）     | 高40線                                                                                    | 田寮區七星里       | 活動中心前中寮二路（區界）             | 中寮山山區道路             | 5.473  |                               |
| 高42線    | 山腳～大崙頂       | 田寮區新興里       | 崗安路、新興路路口                         | 高37線                                                                                    | 田寮區大同里       | 大新路、平安路路口                     | 高14-2線                   | 2.576  |                               |
| 高43線    | 三角～馬場         | 旗山區南勝里       | 旗南三路、得勝巷路口                       | 台29線                                                                                    | 燕巢區深水里         | 燕巢系統交流道下牧場路岔路口           | 台22線                     | 5.135  |                               |
| 高44線    | 角宿～塔仔腳       | 燕巢區角宿、南燕里 | 角宿路、湖內巷路口                         | 市道186號                                                                                 | 燕巢區橫山、深水里   | 大仁路、大成路路口                     | 台22線                     | 2.974  |                               |
| 高45線    | 橫山～嘉誠         | 燕巢區橫山里         | 橫山路、西山路路口                         | 台22線                                                                                    | 大社區嘉誠里       | 嘉誠路、桶寮巷路口                     | 高46線                     | 3.931  | [ AD 20 ]                     |
| 高46線    | 鳳山厝～番仔坑     | 燕巢區鳳雄里       | 鳳旗路、鳳加路路口                         | 台22線                                                                                    | 大樹區三和里       | 學城路一段、三和路路口                 | 市道186甲線                | 7.589  | [ AD 21 ] [ CR 9 ]            |
| 高46-1線  | 保舍甲～蜈蜞潭     | 大社區保社         | 中正路、民族路路口                         | 市道186號                                                                                 | 大社區保社         | 民族路新路、和平路一段路口             | d1.046                     | 1.626  | [ 8 ]                         |
| 高47線    | 嘉誠～大社         | 大社區嘉誠里       | 嘉誠路、大同路、大社路路口                 | 高46線                                                                                    | 大社區保安、大社   | 興楠路、三民路、中山路路口（區界）     | 高47-1線                   | 5.419  | [ AD 22 ]                     |
| 高47-1線  | 楠梓～三奶壇       | 大社區保安、大社   | 興楠路、中山路、三民路路口（區界）         | 高47線                                                                                    | 大社區三奶、大社里   | 民生路、中正路、三民路路口             | 市道186號、高51線          | 0.812  | [ AD 22 ]                     |
| 高48線    | 翠屏岩～鹽埕仔     | 大社區神農里       | 翠屏路108巷路口                            | 市道186號                                                                                 | 大社區中里里       | 大濫陂旁鹽埕巷                         | 高50線                     | 3.854  | [ AD 23 ]                     |
| 高50線    | 林仔邊～鹽埕仔     | 大社區中里里       | 三民路、鹽埕巷路口                         | 市道186號                                                                                 | 大社區中里里       | 大濫陂旁鹽埕巷                         | 高48線                     | 2.968  | [ CR 10 ]                     |
| 高51線    | 大社～竹仔門       | 大社區三奶里       | 中正路、三民路、民生路路口                 | 市道186號、高47-1線                                                                       | 仁武區後安里       | 鳳仁路、興昌巷、永宏巷路口             | 市道183號                  | 2.523  |                               |
| 高51-1線  | 林仔邊～後庄       | 大社區三奶里       | 仁大工業區東側中仁路路口                   | 高51線                                                                                    | 仁武區後安、仁武里 | 水管路、仁和街、安樂東街路口           | 高52-1線                   | 1.735  | [ 9 ]                         |
| 高52線    | 仁武～前埔厝       | 仁武區文武里       | 仁武高中東側仁林路岔路口                   | 市道186號                                                                                 | 仁武區仁福里       | 公館三巷、學府路路口                   | 市道186甲線                | 6.597  | [ CR 11 ]                     |
| 高52-1線  | 竹仔門～烏材林     | 楠梓區稔田里         | 高楠公路、水管路路口                       | 台1線                                                                                     | 仁武區烏林里       | 仁林路、水管路三段路口                 | 市道186號                  | 6.290  | [ AD 24 ] [ CR 12 ]           |
| 高53線    | 仁武～後港仔       | 仁武區文武里       | 中正路、仁林路、中華路路口                 | 市道186號                                                                                 | 仁武區高楠里       | 後港西側後港巷（區界）                 | 左營區福山里市區道路         | 4.882  | [ AD 25 ]                     |
| 高54線    | 烏材林～小坪頂     | 仁武區烏林里       | 仁林路、忠義路路口                         | 市道186號                                                                                 | 大樹區小坪里       | 小坪路、井仔湖路路口                   | 高59線                     | 3.467  | [ CR 12 ]                     |
| 高55線    | 烏材林～新大港     | 仁武區烏林里       | 仁林路、仁心路路口                         | 市道186號                                                                                 | 仁武區大灣里       | 仁雄路鼎力陸橋（區界）                 | 三民區鼎金、鼎強里市區道路 | 5.532  | [ AD 26 ] [ CR 12 ]           |
| 高56線    | 鳥松～坔埔         | 鳥松區鳥松里       | 環湖路、文前路路口                         | 高57線                                                                                    | 鳥松區坔埔里       | 大同路、松埔路路口                     | 高58線                     | 2.974  | [ CR 13 ]                     |
| 高57線    | 頂五塊厝～澄清湖   | 仁武區高楠、五和里 | 高楠公路、八德一路路口                     | 台1線                                                                                     | 鳥松區鳥松里       | 文前路、西岸道路路口                   | 高專1線                    | 4.538  |                               |
| 高58線    | 三欉竹～水寮       | 鳥松區             | 中正路、大同路路口                         | 市道183號                                                                                 | 大樹區水寮里         | 井腳路、中山路、中華路路口             | 高59線                     | 5.445  | [ 10 ]                        |
| 高59線    | 大樹～九曲堂       | 大樹區大樹里       | 中正一路、大樹路路口                       | 台29線                                                                                    | 大樹區大樹里       | 竹寮路、九大路、久堂路路口             | 台29線                     | 6.871  | [ AD 27 ]                     |
| 高60線    | 鳳山～國公厝       | 鳳山區北門里       | 經武路、鳳仁路路口                         | 市道183號                                                                                 | 鳥松區仁美里       | 美山路、神農路路口                     | 仁美里神農路               | 3.549  | [ CR 14 ]                     |
| 高61線    | 大竹坑～後庄         | 鳥松區大竹里       | 大竹路復興橋前                             | 大竹里山路                                                                                | 大寮區後庄里           | 鳳屏一路、成功路路口                   | 台1線                      | 3.758  |                               |
| 高62線    | 新庄仔～鎮東         | 鳳山區忠孝、忠義里 | 澄清路、光復路路口                         | 高69線                                                                                    | 鳳山區曹公、光明里   | 經武路、光復路路口                     | 台25線、市道183號          | 1.816  |                               |
| 高63線    | 後庄～後壁寮         | 大寮區中庄里           | 鳳屏一路、仁愛路路口                       | 台1線                                                                                     | 大寮區忠義里       | 鳳林四路、中正路路口                   | 台25線                     | 2.864  |                               |
| 高64線    | 江山仔～溪埔寮     | 大寮區江山、中庄里   | 鳳屏二路、江山路路口                       | 台1線                                                                                     | 大寮區溪寮         | 溪寮國小旁溪寮路岔路口                 | 台29線                     | 2.073  |                               |
| 高65線    | 打鐵店～三隆       | 大寮區翁園         | 翁園國小北側翁園路岔路口                   | 高66線                                                                                    | 大寮區三隆里       | 三隆路、興隆路路口                     | 高70線                     | 3.132  |                               |
| 高66線    | 前庄～溪埔寮       | 大寮區翁園         | 文華街、翁園路路口（南向岔路）             | 翁園路河道南側                                                                            | 大寮區溪寮         | 溪寮國小南側溪寮路岔路口               | 高64線                     | 3.483  | [ 11 ]                        |
| 高68線    | 內湖～水源地       | 大寮區復興里       | 內坑路、復興南路路口                       | 高71線                                                                                    | 大寮區琉球、上寮里 | 堤防路、農場路路口                     | 台29線                     | 6.182  |                               |
| 高69線    | 大華～五甲         | 鳳山區文德里       | 自強陸橋、建國路三段、九如一路路口（區界） | 台1線                                                                                     | 鳳山區正義里       | 南華一路、保南一路路口                 | 市道188號                  | 7.105  | [ AD 28 ]                     |
| 高69-1線  | 前鎮～灣仔頭       | 鳳山區新武里       | 瑞隆路、瑞隆東路路口（區界）               | 前鎮區瑞昌、瑞隆里市區道路                                                                | 鳳山區誠義、過埤里 | 鳳頂路、凱旋路路口                     | 市道183甲線                | 2.442  | [ AD 29 ]                     |
| 高70線    | 大寮～上寮         | 大寮區三隆里       | 鳳林三路、力行路、三隆路路口               | 台25線                                                                                    | 大寮區上寮里         | 上寮路岔路口                           | 高75線                     | 2.714  |                               |
| 高71線    | 山仔頂～昭明       | 大寮區復興、山頂里 | 高雄市立凱旋醫院旁內坑路                   | 復興、山頂里山區道路                                                                      | 大寮區義仁里       | 鳳林一路、義仁里161巷路口              | 高81線                     | 10.937 | [ AD 30 ]                     |
| 高72線    | 拷潭～下大寮       | 大寮區內坑里、會社里 | 內坑路岔路口                               | 內坑里村里道路                                                                            | 大寮區大寮里       | 大發交流道西側岔路口                   | 市道188號                  | 3.635  | [ CR 15 ]                     |
| 高74線    | 大坪頂～新庄       | 小港區大坪里       | 高坪十五路、大平路路口                     | 小港區大坪里市區道路                                                                      | 大寮區新厝里       | 鳳林二路、光明路一段、新厝路路口       | 台25線                     | 2.023  | [ 12 ] [ AD 31 ]              |
| 高75線    | 上寮～濃公         | 大寮區大寮里       | 農場路、琉球路、上寮路路口                 | 高68線                                                                                    | 大寮區過溪         | 濃公北側過溪路岔路口                   | 高77線                     | 4.217  | [ CR 16 ]                     |
| 高76線    | 大崎腳～大發工業區 | 大寮區三隆、過溪里   | 鳳林二路、光華路路口                       | 台25線                                                                                    | 大寮區大寮、過溪里   | 光華路、潮寮路路口                     | 台29線、高79線             | 2.236  |                               |
| 高77線    | 濃公～潮州寮       | 大寮區過溪         | 鳳林二路、過溪路路口                       | 台25線                                                                                    | 大寮區潮寮         | 華中南路、潮寮路路口                   | 台29線                     | 2.854  | [ CR 16 ]                     |
| 高79線    | 堤防～新庄         | 大寮區潮寮         | 光華路、潮寮路路口                         | 台29線                                                                                    | 大寮區潮寮、會結里 | 鳳林一路、鳳林二路、會結路路口         | 台25線                     | 4.903  |                               |
| 高81線    | 赤崁～潭頭         | 大寮區義仁、昭明里   | 鳳林路四段、鳳林一路路口                   | 台25線                                                                                    | 林園區潭頭里       | 鳳林路三段、潭頭路路口                 | 台25線                     | 3.500  | [ AD 32 ]                     |
| 高82線    | 潭頭～堤防         | 林園區潭頭里       | 潭頭路、潭平路路口                         | 高81線                                                                                    | 林園區溪州、潭頭里 | 工業二路、溪州一路路口                 | 台29線                     | 1.703  |                               |
| 高83線    | 潭頭～桔仔腳       | 林園區王公、潭頭里 | 鳳林路三段、林園北路、清水岩路路口         | 台25線                                                                                    | 林園區龔厝里           | 龔厝路、前厝路路口                     | 高86線                     | 3.602  | [ 13 ]                        |
| 高85線    | 新庄～五塊厝           | 大寮區昭明里         | 鳳林路四段、鳳林一路路口                   | 台25線                                                                                    | 林園區溪州、五福里 | 沿海路一段、五福路路口                 | 台17線                     | 5.528  | [ 12 ]                        |
| 高86線    | 中坑門～溪州       | 林園區中門里         | 中門路、前厝路路口                         | 台17線                                                                                    | 林園區溪州里       | 工業一路、溪州一路、溪州二路路口       | 高85線                     | 4.774  |                               |
| 高87線    | 潭頭～中芸         | 林園區林園里         | 溪州二路、鳳林路二段、王公路路口           | 台25線                                                                                    | 林園區中芸里       | 西溪路193巷、西溪路路口                | 高87-1線                   | 4.861  |                               |
| 高87-1線  | 林園～港嘴         | 林園區文賢里       | 沿海路二、三段、文賢南路路口               | 台17線                                                                                    | 林園區鳳芸里       | 西溪路、中芸三路、中芸二路路口         | 高89線                     | 1.009  |                               |
| 高88線    | 頂厝～五塊厝       | 林園區頂厝、廣應里 | 沿海路四段、東林西路、王公路路口           | 台17線                                                                                    | 林園區五福里       | 溪州三路、五福路路口                   | 高85線                     | 2.160  |                               |
| 高89線    | 林園～汕尾         | 林園區東林、文賢里 | 沿海路二段、鳳林路一段路口                 | 台17線、台25線                                                                            | 林園區北汕、中汕路 | 石化西路、北汕路、北汕二路路口         | 北汕、中汕里村里道路             | 3.060  |                               |
| 高90線    | 半天寮～北勢       | 旗山區三協里       | 大坑十方山寺西側大坑巷                     | 三協里山路                                                                                | 旗山區上洲里       | 旗南一路、旗南二路、中洲路、武鹿巷路口 | 台29線、高91線             | 3.403  |                               |
| 高91線    | 武鹿坑～南洲里     | 旗山區東昌里       | 旗南一路、旗南二路、武鹿巷、中洲路路口     | 台29線、高90線                                                                            | 旗山區南洲里       | 旗南二路、中洲路路口                   | 台29線                     | 3.271  | [ AD 34 ]                     |
| 高92線    | 半廍～下手巾寮     | 旗山區鯤洲、大山里     | 中洲路、大里街路口                         | 高91線                                                                                    | 旗山區廣福里       | 旗屏二路、大里街路口                   | 台3線                      | 3.690  | [ CR 17 ]                     |
| 高93線    | 中潭～手巾寮       | 美濃區祿興里       | 忠孝路一段、光明路路口                     | 高95線                                                                                    | 旗山區廣福里       | 廣和路、廣清路路口                     | 高100線                    | 4.042  |                               |
| 高94線    | 農場～外六寮       | 旗山區廣福里       | 旗屏二路土戲庫一號橋北側                   | 台3線                                                                                     | 美濃區吉洋里       | 外六寮中正路三段路口                   | 高99線                     | 3.284  | [ 14 ]                        |
| 高95線    | 中壇～吉洋         | 美濃區中壇、祿興里 | 中興路一段、忠孝路一段路口                 | 台28線                                                                                    | 美濃區吉洋里       | 吉洋街、忠孝路二段路口                 | 高94線                     | 5.357  |                               |
| 高96線    | 福興～頂溪埔寮     | 美濃區吉和里       | 忠孝路二段、廣吉路路口（區界）             | 高95線                                                                                    | 美濃區吉洋里       | 吉安東側土庫堤防邊                     | 高103線                    | 4.341  | [ 15 ]                        |
| 高97線    | 福安～中壇         | 美濃區福安里       | 中山路二段、福安街路口                     | 高140線                                                                                   | 美濃區福安里       | 中興路一二段、福安街41巷路口           | 台28線                     | 1.721  |                               |
| 高98線    | 金瓜寮～五隻寮     | 美濃區德興里       | 忠孝路一段、德興路路口                     | 高95線                                                                                    | 美濃區中壇里       | 復興路一段、和平街路口                 | 市道181號                  | 2.093  | [ AD 35 ]                     |
| 高99線    | 美濃～外六寮       | 美濃區合和里       | 成功路、中正路一段路口                     | 高140線                                                                                   | 美濃區吉洋里       | 外寮南側中正路三段（市市界）           | 屏10-1線                   | 7.844  | [ AD 36 ]                     |
| 高100線   | 手巾寮～龜山堤防   | 旗山區廣福里       | 旗屏二路、廣和路路口                       | 台3線                                                                                     | 美濃區獅山         | 小龜山南側荖濃溪溪邊龜山堤防           | 龜山堤防道路               | 7.723  |                               |
| 高101線   | 上竹圍～龜山       | 美濃區祿興里       | 上竹圍橋旁中興路一段157巷路口              | 台28線                                                                                    | 美濃區獅山         | 龜山道路                               | 龜山道路                   | 4.294  | [ AD 37 ]                     |
| 高102線   | 九穴～河邊寮       | 美濃區吉東里       | 吉山街、十全街路口（慈靈宮旁）             | 高100線                                                                                   | 美濃區龍山、獅山里   | 獅山街、十全街路口                     | 高103線                    | 2.180  |                               |
| 高103線   | 龍肚～三張廍       | 美濃區龍肚         | 龍東街、中華路74巷、龍肚街路口             | 高109線                                                                                   | 美濃區吉洋、獅山里   | 土庫堤防邊道路（市市界）               | 屏10-2線                   | 7.368  | [ AD 38 ] [ AD 39 ] [ CR 18 ] |
| 高105線   | 龍背 ～上溪埔寮    | 美濃區龍山里         | 中華路、龍山街路口                         | 台28線                                                                                    | 美濃區吉洋里       | 吉安街、龍山街路口                     | 高96線                     | 4.856  | [ 15 ] [ AD 40 ]              |
| 高106線   | 美濃～廣林         | 美濃區泰安里       | 中正路一段、永安路路口                     | 市道181號、高140線                                                                        | 美濃區廣林         | 廣福街、廣九街路口                     | 高109線                    | 5.053  |                               |
| 高107線   | 湖陽～美濃         | 美濃區中圳里       | 湖美路、民權路路口                         | 高108線                                                                                   | 美濃區東門里       | 民族路、民權路路口                     | 高106線                    | 1.709  | [ 16 ]                        |
| 高108線   | 廣善堂～廣興       | 美濃區瀰濃、福安里 | 中山路一段396巷路口                        | 高140線                                                                                   | 美濃區興隆、廣德里 | 民族路、廣興街路口                     | 高106線                    | 4.523  |                               |
| 高109線   | 廣林～龍肚         | 美濃區廣林         | 朝元寺東側逸農橋旁                         | 廣林里山路                                                                                  | 美濃區龍肚         | 中華路74巷路口                         | 台28線                     | 7.899  |                               |
| 高110線   | 大林～新三角仔     | 旗山區大林         | 旗甲路四段、大林街路口                     | 台29線                                                                                    | 旗山區中正里       | 旗甲路三段、和正街路口                 | 台29線                     | 4.319  | [ CR 19 ]                     |
| 高111線   | 旗尾～鳳山寺       | 旗山區糖廠、東昌里 | 旗屏一路、南寮巷路口                       | 高140線                                                                                   | 旗山區東昌里       | 溪墘青果場前南寮巷                     | 東昌里農路                 | 2.588  |                               |
| 高112線   | 萊仔坑～中隘       | 內門區永富里       | 萊仔坑南側富興街岔路口                     | 高117線                                                                                   | 旗山區中正里       | 旗甲路三段、中興街、中西巷路口         | 台29線                     | 2.846  | [ CR 20 ]                     |
| 高113線   | 南山～月眉         | 杉林區月眉里       | 清水路、象寮巷路口                         | 台29線                                                                                    | 杉林區月美里       | 月光山隧道附近杉美橋旁                 | 月美里農路                 | 4.530  | [ 17 ] [ AD 41 ]              |
| 高113-1線 | 莿仔寮～莿桐坑     | 杉林區月眉里       | 月眉橋杉林端附近清水路                     | 台29線、市道181號                                                                         | 杉林區月美里       | 象寮巷、桐竹路路口                     | 高113線                    | 0.861  |                               |
| 高114線   | 外石門～大林       | 內門區永吉里       | 外石門坑久采道路路口                       | 高121線                                                                                   | 旗山區大林         | 大德路、溝坪路路口                     | 高119線                    | 5.205  | [ 18 ]                        |
| 高115線   | 莿仔寮～新開庄       | 杉林區月眉里       | 清水路、公明巷路口                         | 台29線、市道181號                                                                         | 杉林區月美里       | 桐竹路新開庄橋旁                       | 高113線                    | 2.560  | [ 19 ]                        |
| 高117線   | 金瓜寮～口隘       | 杉林區木梓里       | 茄苳湖茄苳巷鴻橋旁                         | 高129線                                                                                   | 旗山區圓富里       | 旗甲路二段、富興路路口                 | 台29線                     | 15.601 | [ AD 42 ]                     |
| 高119線   | 尾庄頭～大林           | 旗山區大林         | 尾庄頭大德路尾                                 | 大林里農路                                                                                  | 旗山區大林         | 旗甲路四段、大德路路口                 | 台29線                     | 1.822  | [ CR 21 ]                     |
| 高120線   | 中埔～打鹿埔       | 內門區觀亭里       | 嘉屏公路、南屏路路口                       | 台3線、市道182號                                                                          | 內門區瑞山里         | 大草埔南側鹿埔路路口（區界）           | 台28線                     | 5.947  | [ 20 ]                        |
| 高121線   | 溝坪～內門         | 內門區溝坪里       | 溝坪廣福路溝坪橋旁                         | 高117線                                                                                   | 內門區石坑里         | 嘉屏公路東勢埔橋北側                   | 台3線                      | 7.469  | [ AD 43 ] [ AD 44 ]           |
| 高121-1線 | 內分仔～龍潭       | 內門區坑內里         | 內分仔內分橋旁                             | 高121線                                                                                   | 內門區內南里       | 嘉屏公路二層橋東側                     | 台3線                      | 4.721  | [ AD 45 ] [ CR 22 ]           |
| 高122線   | 橫山～草山里         | 內門區木柵、三平里 | 橫山橫山橋南側                             | 高127線                                                                                   | 內門區木柵、三平里 | 三灣                                   | 南171線、南167-1線         | 3.113  | [ 3 ] [ AD 46 ]               |
| 高123線   | 內門～菜公坑       | 內門區內豐里       | 嘉屏公路內門橋南側                         | 台3線                                                                                     | 內門區光興里       | 嘉屏公路歡音橋北側                     | 台3線                      | 2.797  |                               |
| 高124線   | 內門～鴨母寮       | 內門區內門里       | 內門社區活動中心旁                         | 台3線、高127線                                                                            | 內門區光興里       | 鴨母寮                                 | 高123線                    | 2.557  |                               |
| 高125線   | 番仔鹽～內東里     | 內門區內東里       | 長潭橋旁                                   | 內東里農路                                                                                | 內門區內東里       | 南屏路中埔橋西側                       | 市道182號                  | 1.903  | [ 1 ]                         |
| 高127線   | 中新～內門         | 內門區木柵里       | 中新                                       | 台3線                                                                                     | 內門區內門里       | 嘉屏公路、三崁店路路口                 | 台3線、高123線             | 2.873  | [ AD 47 ]                     |
| 高128線   | 甲仙～匏仔寮       | 甲仙區東安、西安里 | 文化路、和安街、文化南路路口               | 台20線                                                                                    | 甲仙區寶隆里       | 寶隆國小旁光華路岔路口                 | 台29線                     | 9.084  |                               |
| 高129線   | 寶隆～杉林         | 甲仙區寶隆里       | 中園路、仙林巷路口                         | 台29線                                                                                    | 杉林區上平里       | 山仙路、南河路路口                     | 上平里山仙路、農路         | 15.324 |                               |
| 高130線   | 甲仙～內芎蕉       | 甲仙區和安里       | 中和巷、油礦巷（中興林道）路口             | 中和巷（台29線舊線暨臨時替代道路）                                                        | 甲仙區關山里         | 三民產業道路、關東巷路口               | 台29線                     | 7.962  | [ AD 48 ]                     |
| 高131線   | 水冬瓜～六龜       | 六龜區荖濃里       | 水冬瓜新發公路岔路口                       | 台27線                                                                                    | 六龜區義寶里       | 太平路、光復路路口                     | 台27甲線                   | 11.928 | [ 19 ] [ AD 49 ]              |
| 高132線   | 大津～多納         | 六龜區大津里       | 大津橋旁茂林林道路口                       | 台27線                                                                                    | 茂林區多納里       | 多納派出所前（茂林林道路尾）           | 多納林道                   | 15.210 | [ 19 ]                        |
| 高133線   | 寶來～新發         | 六龜區寶來里       | 寶來國小前                                 | 台20線                                                                                    | 六龜區新發里       | 頂新發                                 | 台27線                     | 9.897  | [ 19 ]                        |
| 高134線   | 石硤內～三民       | 那瑪夏區達卡努瓦里 | 台21線                                     | 台21線                                                                                    | 那瑪夏區達卡努瓦里 | 嘉129-1線                              | 嘉129-1線                  | 12.000 | [ AD 50 ]                     |
| 高135線   | 旗山～竹戈寮       | 旗山區竹峰里       | 義德街37巷北側叉路口                       | c1.1821                                                                                   | 內門區內南里       | 馬頭山旗亭巷路口                       | 台28線                     | 4.001  | [ 3 ] [ 21 ]                  |
| 高136線   | 內東里～竹戈寮     | 內門區內東里       | 南屏路龍船山脊彎道東側                     | 市道182號                                                                                 | 內門區內南里       | 竹戈寮鳳凰橋北側                       | 高135線                    | 7.924  | [ 1 ] [ 3 ] [ 21 ]            |
| 高138線   | 龜洞～新廍仔       | 田寮區西德里       | 新路西龜橋前（市界）                       | 臺南市關廟區田中、龜洞里農路                                                                | 田寮區西德里       | 新廍仔東側西德路岔路口                 | 台28線                     | 2.106  | [ AD 51 ] [ AD 52 ]           |
| 高139線   | 阿蓮峰～西德       | 阿蓮區峰山里         | 大崗山加油站前峰山路岔路口                 | 台28線                                                                                    | 田寮區西德里       | 新廍仔南側西德路岔路口                 | 台28線                     | 1.500  | [ 22 ] [ AD 53 ]              |
| 高140線   | 旗尾～小山         | 旗山區東昌里       | 國道10號旗山端、旗屏路、旗屏一路路口       | Module:Jct第187行Lua错误：bad argument #2 to 'format' (string expected, got table)、台3線 | 美濃區龍山、祿興里 | 中華路、成功路路口                     | 台28線                     | 10.093 | [ AD 54 ]                     |
| 高141線   | 田尾仔～小滾水     | 田寮區西德里       | 西德路、山腳巷路口                         | 台28線                                                                                    | 田寮區崇德里       | 崇德路、月球路路口                     | 台28線                     | 1.730  | [ AD 55 ] [ AD 56 ] [ CR 23 ] |
| 高145線   | 佛光山～大樹       | 大樹區統嶺里       | 擎天神路、統嶺路、興田路路口               | 台29線                                                                                    | 大樹區檨腳里       | 中正路、中正一路路口                   | 台29線                     | 7.236  | [ 3 ] [ AD 57 ]               |
| 高146線   | 米市園～水庫       | 田寮區古亭里       | 茅草山以北水庫路（市界）                   | 南165線                                                                                   | 田寮區古亭里       | 古亭路、水庫巷路口                     | 台28線                     | 4.718  | [ CR 23 ]                     |
| 高147線   | 旗尾～竹仔寮       | 旗山區東平里       | 延平二路、竹寮巷路口                       | 台28線                                                                                    | 旗山區東平里       | 竹寮巷代天府五府千歲南側叉路口         | 東平里農路                 | 3.877  |                               |

### 勘誤
以下註解指出在交通部所公佈的2010年全台鄉道統計資料參照資料中的地名謬誤之處。
1. ↑  參照資料中作「白沙崙」，正確地名應作「白砂崙」。
2. 1 2  參照資料中作「竹濾」，正確地名應作「竹滬」。
3. 1 2  參照資料中作「三爺坤」，正確地名應作「三爺埤」。
4. ↑  參照資料中作「岡山頭」，正確地名應作「崗山頭」。
5. ↑  參照資料中作「新廓」、「九闖」，正確地名應作「新廍」、「九鬮」。
6. ↑  參照資料中作「烏樹林」（位於永安區東北側保寧里），正確地名應作「烏林投」（位於永安區西側新港里）。
7. ↑  參照資料中作「螺潭」，正確地名應作「石螺潭」或「石潭」（位於岡山區石潭里）。
8. ↑  參照資料中作「岡山邊」，正確地名應作「崗山邊」為宜，因此處路口位於大崗山東側山腳下。
9. ↑  參照資料中作「山腳厝」，正確地名應作「三腳厝」。此地為高46線舊終點，後段路線納編為縣道186號甲線後，終點應改為「番仔坑」。
10. ↑  參照資料中作「鹽田」，正確地名應作「鹽埕仔」。
11. ↑  參照資料中作「前保厝」，正確地名應作「前埔厝」。
12. 1 2 3  參照資料中作「烏林林」，正確地名應作「烏材林」。
13. ↑  參照資料中作「烏松」，正確地名應作「鳥松」。
14. ↑  參照資料中作「國厝」，正確地名應作「國公厝」，現已廢庄消失。
15. ↑  參照資料中作「下寮」，正確地名應作「下大寮」，為大寮區大寮里大寮日治時代舊名，相對於上寮里上寮的舊名「頂大寮」。
16. 1 2  參照資料中作「濃公子」，正確地名應作「濃公」。
17. ↑  參照資料中作「半廓子」，正確地名應作「半廍」。
18. ↑  參照資料中作「三張廓」，正確地名應作「三張廍」，舊庄頭位於今日屏東縣里港鄉中和村，約在二重溪（荖濃溪）與楠梓仙溪匯口的東北側土地，新庄頭目前則移到較東側的三廍村境內。
19. ↑  參照資料中作「大埔」、「新三角子」，正確地名應作「大林」、「新三角仔」。
20. ↑  參照資料中作「菜子坑」，正確地名應作「萊仔坑」。
21. ↑  參照資料中作「尾庄碩」，正確地名應作「尾庄頭」。
22. ↑  參照資料中作「分子內」，正確地名應作「內分仔」。
23. 1 2  參照資料中作「柿園」，正確地名應作「米市園」。

### 附註
下列註解列出關於本列表中部份道路的補充訊息。
1. ↑  交通部於2010年全省鄉道統計資料終點作「劉厝」（位於湖內區劉家里，或稱小海埔），實際終點應為湖內區海埔里。
2. ↑  高3線由原高1線部份路線改編而來，暨有路線（高3線舊線）行經茄萣路一、二段路段，因路幅過於狹小已改為北向單行道，故需改行水道東側仁愛路之新線（高3線新線），里程僅為4.5公里。
3. ↑  高3-1線由原高1-1線線路線改編而來，路線定位高3-1線。
4. ↑  交通部於2010年全省鄉道統計資料起點作「草子寮」（或草仔寮，位於湖內區西側忠興里），實際起點應為茄萣區白砂崙東側不遠處。
5. ↑  高4線路線定位高4線。
6. ↑  高2-1線原為跨縣道路「南高155線/南高161線」─「上崙～太爺」，臺南市（原臺南縣）路段現改編為南155線，高雄市（原高雄縣）路段由湖內區太爺里二仁溪上二層行橋舊橋（市界）～縱貫公路路口，改編為「高4-1線」。
7. ↑  高4-1線因二仁溪堤防加高後已無法直通二層行橋（舊橋），此橋目前已列為危橋與暫定古蹟並不開放通行。
8. ↑  高10-1線由原高7-1線線及大社市區金平路（原稱一甲路及信義路）路線整編而來，路線定位高10-1線。
9. ↑  交通部於2010年全省鄉道統計資料終點作「福安」（疑為路線中途經過的阿蓮區復安里復安），實際終點應為岡山區三和里山隙西側，華崗路、山隙路及中崙農路路口處。
10. ↑  交通部於2010年全省鄉道統計資料終點作「南安」（位於田寮區南安里），實際終點應為岡山區大同里大崎頂西側，即在國道三號跨越橋東側大同路、南安路及平安路口處，附近有石頭公祠及大同社區活動中心。
11. ↑  高15線路線定位高15線。
12. ↑  交通部於2010年全省鄉道統計資料終點作「五里林」（位於橋頭區東林里），實際終點應為橋頭區西林、芋寮里間。
13. ↑  交通部於2010年全省鄉道統計資料起點作「福安」（疑指阿蓮區復安里復安），實際起點應為岡山區三和里山隙西側，山隙路及菜寮路路口處。
14. ↑  交通部於2010年全省鄉道統計資料起點作「尖山」（位於燕巢區尖山里尖山），實際起點應為燕巢區西燕里，中興北路、工程路及紅山巷路口處。
15. ↑  高30線原為跨縣市道路「高市30線/高市42線」─「梓官～楠梓」，高雄市楠梓區內約600公尺路段已解編，高雄市（原高雄縣）路段由梓官區梓義、梓和里信義路、和平路、進學路路口～橋頭區橋南里土庫一路、楠梓路路口區界處（原高雄縣、高雄市界），改編為「高30線」─「梓官～橋頭」。
16. ↑  高30-1線原為跨縣市道路「高市30-1線/高市37線」─「青埔～甲圍」，高雄市楠梓區內約100公尺路段已解編，高雄市（原高雄縣）路段由橋頭區新莊里橋新六路、橋南五街路口～橋頭區新莊、甲北里明德路區界處（原高雄縣、高雄市界），改編為「高30-1線」。原橋頭區青埔起點，橋南里橋南路、楠梓路、經武路路口～新莊里橋新六路、橋南五街路口經橋頭新市鎮都市計劃後應已解編，才可符合表列1.1公里的里程數字。
17. ↑  高30-2線為新編道路尚無確切路線資料，推測做為高雄捷運橋頭糖場站連外道路而編成，路線定位高30-2線。
18. ↑  高33線原有一支線高33-1線「九甲圍～援中港」，已先解編。高33線橋頭區路段（起點至區界）現已整編在新編高36-2線路線中。
19. ↑  高38線在國道三號陸橋北側七星路路段已用新線取代，里程應而略為縮短為9.0公里左右。
20. ↑  高45線在國道十號路段已建新跨越橋通過，里程應而略為縮短為3.6公里左右。
21. ↑  高46線原線全長為鳳山厝（燕巢區鳳雄里鳳旗路、鳳加路口）～三腳厝（大樹區大坑里竹腳寮東側大坑路岔路口；後來由大樹區三和里番仔坑順安橋以東的路線皆納編為縣道186號甲線後，里程應僅餘7.589公里。
22. 1 2  高47線原為跨縣市道路「高市2線」─「楠梓～嘉誠」，嘉誠～大社路段改編為如今之高47線後，高市2線則改編為「楠梓～三奶壇」。高市2線原高雄市境內路段解編後，餘下的大社區三民路路段改編為如今的「高47-1線」。
23. ↑  高48線鄉道統計資料終點作「鹽埕子」，或稱「鹽埕仔」、「鹽埕」，因位於大社區中里里南側丘陵邊水塘「鹽埕陂」而得名，與仁武區北側觀音湖相鄰。本鄉道路線根據里程及舊資料推斷，前段由中正路、中山路口起，至翠屏岩後轉入翠屏路108巷、鹽埕巷，在大濫陂與另一條鄉道高50線相接。由起點至翠屏岩路段納編為縣道186號甲線後，里程應僅餘1.8公里左右。
24. ↑  高52-1線原為跨縣市道路「市高4線」─「竹仔門～烏樹林」，高雄市楠梓區稔田里約275公尺路段並未解編，與高雄市（原高雄縣）路段由仁武區竹後里水管路仁武橋區界處（原高雄縣、高雄市界）～仁武區烏林里仁林路、水管路路口，全段改編為「高52-1線」。
25. ↑  高53線原為跨縣市道路「高市53線」─「仁武～後港」，原高雄市左營區境內約625公尺路段已解編，高雄市（原高雄縣）路段由仁武區文武里仁林路、中正路、中華路路口～仁武區高楠里後港西側後港巷區界處（原高雄縣、高雄市界），改編為「高53線」。
26. ↑  高55線原為跨縣市道路「高市55線」─「烏材林～灣內」，原高雄市三民區境內約3公里路段已解編，高雄市（原高雄縣）路段由仁武區烏林里仁林路、仁心路路口～仁武區大灣里仁雄路鼎力陸橋區界處（原高雄縣、高雄市界），改編為「高55線」。
27. ↑  交通部於2010年全省鄉道統計資料起點作「嶺口」（位於大樹區統嶺里嶺口），實際起點應為大樹區大樹里，中正一路、大樹路路口處。
28. ↑  交通部於2010年全省鄉道統計資料起點作「鳳山」（位於鳳山區），實際起點應為鳥松區大華、鳥松里，本館路、青年路二段、澄清路路口處，路口西南側即跨入三民區。
29. ↑  高69-1線原為跨縣市道路「市高12線」─「前鎮～灣仔頭」，原高雄市前鎮區境內約2.46公里路段已解編，高雄市（原高雄縣）路段由鳳山區新武里瑞隆路、瑞隆東路路口（原高雄縣、高雄市界）～鳳山區誠義、過埤里鳳頂路、凱旋路路口處，改編為「高69-1線」。
30. ↑  高71線原為跨縣市道路「高市71線」─「山仔頂～昭明」，在小港區大坪里～大寮區義仁里路段大致在原高雄市、高雄縣縣市邊界處進出，由起點大寮區復興、山頂里高雄市立凱旋醫院旁內坑路～終點大寮區義仁里鳳林一路、義仁里161巷路口，改編為「高71線」。
31. ↑  高74線原為跨縣市道路「市高14線」─「大坪頂～新庄」，原高雄市小港區境內約5.0公里路段已解編，高雄市（原高雄縣）路段由小港區大坪里高坪十五路、大坪路路口（鄰近原高雄縣、高雄市界）～大寮區新厝里鳳林二路、光明路一段、新厝路路口處，改編為「高74線」。
32. ↑  高81線未表列於交通部2010年全省鄉道統計資料中，疑為廢編或資料缺漏造成，里程3.500公里為地圖概估值。
33. ↑  原為縣道179號舊線，現已解編。
34. ↑  交通部於2010年全省鄉道統計資料終點作「新光里」（位於旗山區新光里），實際終點應為北鄰的旗山區南洲里。
35. ↑  交通部於2010年全省鄉道統計資料終點作「五谷廟」（或稱五殼廟，位於美濃區中壇里南側），實際終點應更接近「五隻寮」（位於美濃區中壇里東側）。
36. ↑  高99線原為跨縣市道路「高屏99線」─「美濃～堤防邊」，原屏東縣里港鄉境內約1.6公里路段已改編為屏10-1線，高雄市（原高雄縣）路段由美濃區合和里成功路、中正路一段路口～美濃區吉洋里南側中正路三段縣市界處，改編為「高99線」。
37. ↑  高101線過十全橋後路線尚待資料確定。
38. ↑  高103線原為跨縣市道路「高屏103線」─「美濃～堤防邊」，原屏東縣里港鄉境內約11.53公里路段已改編為屏10-2線，高雄市（原高雄縣）路段由美濃區廣林里朝元寺前～美濃區龍肚里部份路段，改編為「高109線」，其餘由美濃區龍肚里龍東街、龍肚街路口～美濃區吉洋里南側土庫堤防旁縣市界路段，改編為「高103線」。
39. ↑  交通部於2010年全省鄉道統計資料起訖點作「三張廍～龍肚」，這與高屏103線的命名規則中「高雄～屏東」的方向相反，因此應該更正為「龍肚～三張廍」。
40. ↑  交通部於2010年全省鄉道統計資料起點作「橫溪」，疑為「橫山」地名的誤植。起點聚落稱為「龍背」，位於橫山（亦稱為蛇山或龍山）龍闕的西側。
41. ↑  高113線原先路線包括杉林區上平里湖底～月眉里月眉、月眉里月眉～月美里南山及旗山區東平里竹寮巷～旗尾三段路線組合而成，後來「湖底～月眉」路段解編為一般道路，「南山～月眉」路段仍為「高113線」，而「旗尾～竹寮巷」路段則改編為「高143線」。高113線及高143線比較特別的是路線方向是是由南往北。
42. ↑  交通部於2010年全省鄉道統計資料終點作「仙林」（位於甲仙區大田里），實際終點應為旗山區圓富里的「口隘」。
43. ↑  交通部於2010年全省鄉道統計資料起點作「頭社」（位於內門區溝坪里廣興），實際上應位於更南側的「溝坪」。
44. ↑  交通部於2010年全省鄉道統計資料終點作「內湖」（位於內門區三平里），實際終點應為內門區石坑里東勢埔橋北側岔路口，往南過橋後即為內門區主市區。
45. ↑  高121-1線並非直接連接至台3線二層橋旁路口，而是往東繞經舊路彎後，連接到更東側的台3線岔路口終點。
46. ↑  高122線三灣終點處路口，往北行可連接南171線到達台南市左鎮區草山里境內，往南行則可連接南167-1線到達台南市龍崎區龍船里。
47. ↑  交通部於2010年全省鄉道統計資料起點作「姑遠寮」，查無實際圖資相關資枓，實際起點為木柵里「中新」附近。
48. ↑  交通部於2010年全省鄉道統計資料終點作「班芝埔」（位於甲仙區關山里東側山區），實際終點應為甲仙區關山里西側的「內芎蕉」。
49. ↑  高131線以Google Map實側里程約為11.1公里左右，但本線在八八水災後，水冬瓜～獅額頭中間多處臨溪路基流失、沖毀，北段路段呈現半廢棄狀態。
50. ↑  高134線原為跨縣市道路「嘉高133線」─「石硤內～三民」，嘉義縣大埔鄉境內約3.14公里路段已改編為「嘉133線」，但高雄市（原高雄縣）改編後的高134線路段，路線位置則無法確定，且尚且查無資料。
51. ↑  高138線原為跨縣市道路「南高159線」─「龜洞～新廍仔」，臺南市（原臺南縣）關廟區境內約1.6公里路段至西龜橋路段已解編，高雄市（原高雄縣）路段由田寮區西德里西龜橋前～田寮區西德里西德路路口，改編為「高138線」。
52. ↑  交通部於2010年全省鄉道統計資料終點作「山田」，實際終點應為田寮區西德里「新廍仔」。
53. ↑  高139線原為「縣道184號」阿蓮峰～西德路路段，在台28線／縣道184號改道北側外環道後，此路段新編為「高139線」。
54. ↑  高140線原為「縣道184號甲線」，在縣道184號升格為台28線後，此段縣道184號支線改編為「高140線」。
55. ↑  高141線原為跨縣市道路「南高165線」─「米市園～大坪」，臺南市（原臺南縣）龍崎區境內約3.54公里路段已改編為南165線，高雄市（原高雄縣）路段由田寮區古亭里北側市界～田寮區古亭里古亭路路口，改編為「高141線」。
56. ↑  交通部於2010年全省鄉道統計資料終點作「大坪」，實際終點應為田寮區古亭里「水庫」。
57. ↑  高145線原為「台21線／縣道179號」佛光山～磚仔窯舊路線，在台21線改行市區外環新線後，將大樹區內部份路段新編為「高145線」，多數路段與台21線互有交錯及共線。
58. 交通部於2010年全省鄉道統計資料終點作「桐竹」，實際終點應為旗山區東平里「竹寮巷」。
59. 高142線原為跨縣市道路「高市71線」─「鳳山～黃埔七村」鳳東路路段，改編為「高142線」。
60. 高144線原為「台28線／縣道184號」西德～崇德舊路線，在台28線／縣道184號改道北側外環道後，此路段新編為「高144線」。

### 雜項
1. 1 2 3 4  高雄市、高雄縣於2010年12月25日合併改制為新高雄市後，所有行政單位統一改為「區」及「里」。
2. 1 2  近年解編道路。
3. 1 2 3 4 5 6 7 8  近年新編成道路。
4. ↑  交通部於2010年全台鄉道統計資料中作「山腳寮」，應是指阿蓮區復安里「山腳」或「山腳下」村落。
5. ↑  交通部於2010年統計資料中作「竹子港厝」（竹仔港厝），應是指永安區維新里「維新」村落，舊名應稱為「竹仔港」。
6. ↑  交通部於2010年統計資料中作「新挖子」（新挖仔），現為岡山區華崗里「大埔」村落。
7. ↑  . 中華民國交通部. 2018-01-10  [2018-10-06]. （原始内容存档于2018-10-06）.
8. ↑  交通部於2010年統計資料中作「保佑甲」，為筆誤。
9. ↑  交通部於2010年統計資料中作「後庄」，為仁武區後安里日治時代舊地名。
10. ↑  交通部於2010年統計資料中作「三欉竹」，亦稱為「三抱竹」、「三抱竹仔」或「三抱竹子」。
11. ↑  交通部於2010年統計資料中作「溪埔寮」，為大寮區溪寮里溪寮日治時代舊地名。
12. 1 2  交通部於2010年統計資料中作「新庄」，或稱為「新庄仔」。
13. ↑  交通部於2010年統計資料中作「桔仔腳」，為一廢庄名稱，大致位於今日林園區龔厝里南側一帶。
14. ↑  交通部於2010年統計資料中作「農場」，所指的農場是旗山區廣福里南側一帶的「臺糖吉洋農場」。
15. 1 2  交通部於2010年統計資料中作「頂溪埔寮」，所指的是旗山區吉洋里吉安的日治時代舊名，或稱「上溪埔寮」。
16. ↑  交通部於2010年統計資料中作「湖陽」，所指的美濃區中正湖以北地區。
17. ↑  交通部於2010年統計資料中作「南山」，所指的縣道181號月光山隧道北口一帶山區。
18. ↑  交通部於2010年統計資料中作「外石門」，或稱為「外石門坑」。
19. 1 2 3 4  2009年八八水災後嚴重受損道路，部份路段尚未搶通、修復及貫通，僅以便道或改線通行。
20. ↑  交通部於2010年統計資料中作「打鹿埔」，位於終點東側馬頭山、銀錠山南側的田寮區鹿埔里北側地區。
21. 1 2  交通部於2010年統計資料中作「嶺頂」，約在台3線通過內門區、旗山區區界處村落；「竹戈寮」在內門區內南里內，亦稱「竹篙寮」。
22. ↑  交通部於2010年統計資料中作「阿蓮峰」，指的是阿蓮區峰山里北側地區。

## 外部連結
- 高雄市市道區道網 （页面存档备份，存于）